# Кушугумська територіальна громада
Кушугумська селищна територіальна громада — територіальна громада в Україні, у Запорізькому районі Запорізької області. Адміністративний центр громади — селище Кушугум.

## Загальна інформація
Площа території — 216,2 км², населення громади — 17 120 осіб (2020). 
Станом на квітень 2024 року приблизно 10 % жителів Кушугумської громади, що розташована близько до лінії фронту, виїхали на більш безпечні території України чи за кордон після початку російсько-української війни. Але їх замінили тимчасові переселенці з окупованих Росією міст та селищ. У громаді зареєстровано близько 3 тисяч ВПО. Також у громаді є 7 тис. дачних будинків і близько 10 тис. дачників, які приїздять у громаду на літній період.
У липні 2023 року на території громади знімався документальний фільм "Прифронтове життя".

## Населені пункти
До складу громади увійшли селища Балабине, Кушугум та Малокатеринівка.

## Історія

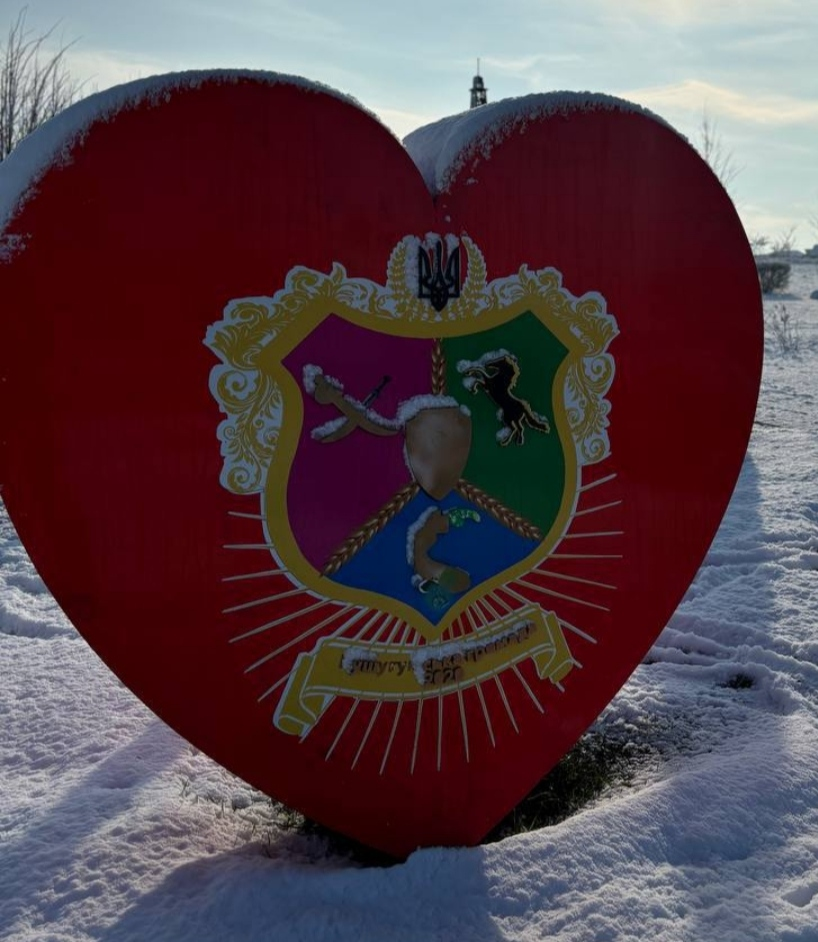
Інсталяція Кушугумської селищної громади (2025)

Утворена відповідно до розпорядження Кабінету Міністрів України № 713-р від 12 червня 2020 року «Про визначення адміністративних центрів та затвердження територій територіальних громад Запорізької області», шляхом об'єднання територій та населених пунктів Балабинської, Кушугумської та Малокатеринівської селищних рад Запорізького району Запорізької області.

### Російське вторгнення в Україну (з 2022)
Проти ночі на 24 червня 2022 року, в результаті обстрілу із систем реактивного залпового вогню відбулися цілеспрямовані обстріли житлових кварталів Кушугумської громади, найбільше руйнувань зазнало Балабине. Обстріл відбувся мінометними та касетними снарядами. Серед постраждалих були цивільні мешканці громади.
14-15 березня 2023 року росіяни завдали ударів зі ствольної артилерії по території Кушугумської громади. Внаслідок влучання снаряда у лісосмугу сталося займання сухої трави, пошкоджено дріт лінії електропередач. Загарбницькі війська частково зруйнували домівки місцевих мешканців, пошкоджено прибудинкову територію й автівки.
3 липня 2023 року, вночі, російські окупанти завдали по громаді три ракетні удари із застосуванням С-300. Снаряди поцілили у приватний сектор селищ Кушугум та Малокатеринівки, що спричинило чимало пошкоджень житлового сектору, знесені дахи, вибиті вікна та двері.
До підриву Каховської ГЕС, яку здійснили російські війська, жителі Кушугумської громади отримували питну воду із Запоріжжя, а технічну, якою поливали городи, — з Каховського водосховища. Станом на тавень 2024 року частина жителів Кушугумської громади страждає через відсутність технічної й нестачу питної води. Жителі будинків, що знаходять ближче до Дніпра зібрали гроші, щоб прокласти труби до річки й забезпечити свої земельні ділянки водою звідти.